# Adriana Montiel
Adriana Montiel (Buenos Aires, Argentina; 3 de julio de 1929 - Madrid, España; abril de 2011) fue una cantante melódica, tanguera y folklórica argentina .

## Carrera
Gran intérprete vocal femenina e hija de inmigrantes napolitanos, sus primeros pasos artísticos los dio en conjuntos folklóricos como el de Los Hermanos Abrodo, conformado por Eduardo Falú y Jaime Dávalos, con temas como La zamba de Candelarias. En 1955 el sello Pampa la incorporó a sus filas y en su primera grabación eligió la conocida zamba de E. Cabeza y Jaime Dávalos La nochera  y  el vals La Batelera. Allí se destacó por transmitir fielmente el sentir telúrico y ambas composiciones fueron un gran acierto.
Luego muchas de sus interpretaciones fueron acompañadas por la guitarra de Julio "el Indio".
Siendo muy joven se trasladó a España donde participó en los grandes programas de la Cadena Ser cuando la radio realizaba sus grandes ciclos y magazines en vivo. Alternó estas actuaciones con programas de televisión y giras por toda España y, en estos últimos años, mantuvo un repertorio variado en el que incluía temas propios, como Te fuiste Madre en el CD Amar Amando, que dedica al cantautor español Joan Manuel Serrat, por quien sentía una gran admiración y a quien llegó a tratar. En el tango ha realizado versiones de Malena y El Corazón al Sur, entre otros.
En su vida privada estuvo casada hasta su fallecimiento en 2011 con su mánager, el poeta Alfredo Azábal. La sobrevive su hijo Natalio.

## Discografía
- Amar Amando
- Quisiera parar el tiempo, letra  de Luis Monedo Losado y música de Lucho Baygo.

## Temas interpretados
- La nochera
- La Batelera
- Zamba de la Candelaria
- Te fuiste Madre
- Malena
- El Corazón al Sur
- Te fuiste Adriana